# Perucricus rostratus
Perucricus rostratus är en mångfotingart som beskrevs av Kraus 1954. Perucricus rostratus ingår i släktet Perucricus och familjen Rhinocricidae. Inga underarter finns listade i Catalogue of Life.